# Jablanica (miasto w Bośni i Hercegowinie)
Jablanica – miasto w Bośni i Hercegowinie, w Federacji Bośni i Hercegowiny, w kantonie hercegowińsko-neretwiańskim, siedziba gminy Jablanica, nad rzeką Neretwą. Jest ośrodkiem turystyki górskiej. W 2013 roku liczyło 4202 mieszkańców.